# Halcones de Ciudad Obregón
Los Halcones de Ciudad Obregón es un equipo del Circuito de Baloncesto de la Costa del Pacífico con sede en Ciudad Obregón, Sonora, México.

## Historia
Los Halcones de Ciudad Obregón debutarán en el Circuito de Baloncesto de la Costa del Pacífico a partir de la temporada 2016.

## Roster
| Halcones de Ciudad Obregón Temporada 2025 |    |                           |                                            |
| C U E R P O T É C N I C O                 |    |                           |                                            |
| Entrenador                                |    | Bandera de Estados Unidos | Dennis Allen Cutts                         |
| Asistente                                 |    | Bandera de Argentina      | Manuel Gelpi                               |
| Asistente                                 |    | Bandera de México         | José Francisco Córdova Uribe               |
| J U G A D O R E S                         |    |                           |                                            |
| Ala-pívot/Pívot                           | 0  | Bandera de Estados Unidos | Gregory Whittington                        |
| Alero                                     | 1  | Bandera de Estados Unidos | Keith Williams                             |
| Escolta                                   | 2  | Bandera de Estados Unidos | Aaron Harrison (Baja)                      |
| Ala-pívot                                 | 3  | Bandera de Estados Unidos | Connor Milton Zinaich                      |
| Escolta                                   | 4  | Bandera de México         | Rubén Elías Pacheco Ramírez (J) (Inactivo) |
| Alero                                     | 6  | Bandera de Estados Unidos | Tomás Davin Larsen Nuno                    |
| Escolta                                   | 7  | Bandera de México         | Axel Eduardo Duarte Bojorquez              |
| Alero/Ala-pívot                           | 8  | Bandera de Estados Unidos | Vance Jackson Jr. (Baja)                   |
| Pívot                                     | 9  | Bandera de Estados Unidos | Jalen Jamal Canty                          |
| Base/Escolta                              | 10 | Bandera de Estados Unidos | Rodney Battle (Baja)                       |
| Base/Escolta                              | 10 | Bandera de Estados Unidos | Brandon James Beavers                      |
| Base/Escolta                              | 12 | Bandera de Estados Unidos | Kalob Ledoux (Baja)                        |
| Base                                      | 13 | Bandera de Estados Unidos | Joshua De Vante Perkins                    |
| Escolta                                   | 15 | Bandera de Estados Unidos | Jairus Holder (Baja)                       |
| Pívot                                     | 17 | Bandera de México         | Alejandro Reyna Martínez                   |
| Alero                                     | 21 | Bandera de México         | Ángel Francisco Peralta Carrillo (Baja)    |
| Pívot                                     | 22 | Bandera de Estados Unidos | Deion Maurice McClenton (Baja)             |
| Escolta                                   | 23 | Bandera de Estados Unidos | Jalen Tyler Adaway                         |
| Escolta                                   | 25 | Bandera de México         | José David Estrada Stone                   |
| Ala-pívot                                 | 31 | Bandera de México         | Alberto Beltrán (Inactivo)                 |
| Escolta                                   | 33 | Bandera de México         | Antonio Martínez Barraza                   |
| = Capitán                                 |    |                           |                                            |

 =  Cuenta con nacionalidad mexicana. 

### Jugadores destacados
- Gary Ricks
- Glen Rice Jr
- Timajh Parker-Rivera